# Колбасьев, Евгений Викторович
Евгений Викторович Колба́сьев (3 (15) июня 1862, Одесса, Российская империя — 20 ноября 1918, Инкерман, Крым) — русский изобретатель в области военно-морского дела, преподаватель Кронштадтской водолазной школы, капитан 1-го ранга.

## Биография
Евгений Викторович Колбасьев родился 3 (15) июня 1862 года в Одессе в семье потомственных дворян Таврической губернии. Отец — Виктор Иванович Колбасьев (ум. в 1889), участник кампании обороны Севастополя 1854 года, член Одесской судебной палаты. Мать — Екатерина Анастасьевна (урождённая Анастасьева).
Братья Евгения Викторовича:
- Виктор Викторович Колбасьев (1864—1919, Киев). В 1913 году — действительный статский советник, товарищ председателя Санкт-Петербургского окружного суда. Был женат на Екатерине Павловне фон дер Остен-Дризен (1869—1942, умерла в блокаду)[2], внучке генерала от инфантерии Ф.В.Дризена. В.В.Колбасьев был расстрелян в Киеве вместе со своими сыновьями — Михаилом (1901—1919) и Андреем (1903—1919)[3]. Дочь Виктора Викторовича — Мира (Марина) Викторовна Колбасьева стала монахиней с именем Иоасафа, ум. в 1980-е в Тамбове)[4].
- Юрий Викторович Колбасьев (1868—1918), действительный статский советник, сенатор. Расстрелян большевиками в качестве ответа на убийство М.Урицкого[3].
- Адам Викторович Колбасьев (1870—1913), коллежский советник.
  - Племянник — Евгений Адамович Колбасьев, моряк, прозаик-маринист, поэт, радиолюбитель, энтузиаст джаза.

В 1883 году окончил петербургское Морское училище, после чего служил в Кронштадтском флотском экипаже, обучался водолазному делу. С 1886 года начал заниматься проблемами подводной телефонии.
В 1889—1890 годах разработал систему телефонной связи с водолазом и способ подводного освещения. С 1891 года — преподаватель Кронштадтской водолазной школы.
В 1893 году организовал в Кронштадте «Опытную механическую и водолазную мастерскую» по производству водолазного снаряжения и телефонных установок для кораблей.
Летом 1893 года вместе с А. С. Поповым как представитель от Морского министерства в составе российской делегации побывал в Америке — на Всемирной выставке в Чикаго. В марте 1894 года по их инициативе в Кронштадте было организовано отделение Русского технического общества.
В конце 1890-х годов в его мастерской изготавливались приборы для экспериментов Попова по беспроводной связи:40. Изготовленный в мастерской образец грозоотметчика Попова демонстрировался в действии летом 1900 года на Всемирной выставке в Париже:35.
В 1899 году П. Н. Рыбкин и Д. С. Троицкий в изготовленном в мастерской Колбасьева приборе Попова обнаружили возможность приёма телеграфного сигнала на телефон (на слух):265. В конце лета 1899 года Колбасьев вместе с Поповым и Рыбкиным участвовал в испытаниях трёх станций беспроводного телеграфа, приобретённых Морским ведомством у фирмы Дюкрете и установленных на кораблях Черноморского флота. Проверялись и изготовленные в его мастерской приборы Попова, специально приспособленные для приёма телеграфного сигнала на слух:12. Колбасьев понимал перспективность нового вида связи и предлагал свои услуги по изготовлению приборов в массовом количестве, но Морское ведомство не захотело пользоваться услугами частной мастерской, поэтому была организована специальная мастерская при Кронштадтском порте под руководством Е. Л. Коринфского:168.

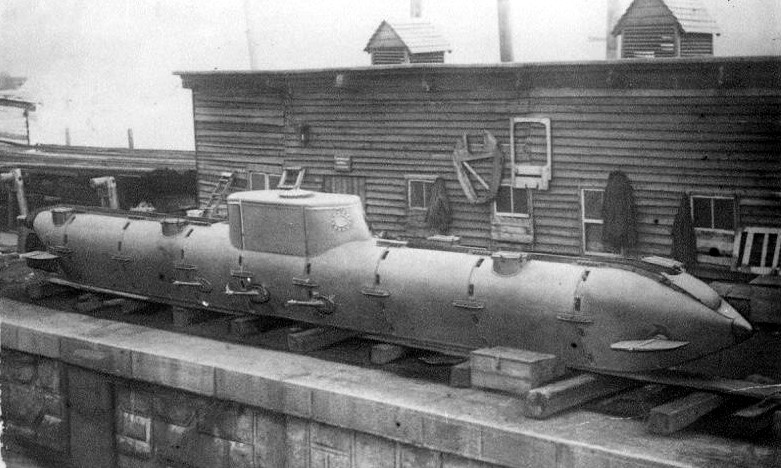
Россия. Подводная лодка «Пётр Кошка» изобретателя. Около 1901 г.

Автор оригинальной конструкции плавающей мины и нескольких проектов подводных лодок, в том числе диверсионной подводной лодки «Матрос Пётр Кошка», созданной в 1901 году. Колбасьев заметно опередил время, первыми создав секционный метод строительства подводных лодок. В разобранном виде подлодка помещалась в обычном железнодорожном вагоне, а процесс сборки занимал до 6 часов.
Вышел в отставку в чине капитана 1-го ранга. Выйдя в отставку, приобрёл в Севастополе один из устричных заводов вблизи Килен-балки. Полученную в распоряжение свою подводную лодку использовал как причал для шлюпок. В 1908—1910 годах разработал три проекта подводных лодок, водоизмещением 110, 345 и 640 тонн для участия в конкурсах Морского Генерального штаба по строительству лодок, но проекты успеха не имели. В последнем проекте Колбасьев использовал трубчатые траверзные аппараты собственной конструкции, обеспечивающие залповую стрельбу, эта идея нашла развитие в некоторых поздних нереализованных проектах И. Г. Бубнова.
Убит бандитами при попытке ограбления 20 ноября 1918 года в городе Инкерман в Крыму.
Похоронен на монастырском кладбище монастыря Святого Климента в Инкермане.

## Семья
Жена — Лидия Александровна Колбасьева (урожд. Кобылина; (1862—1943, Москва), дочь чиновника портовой таможни Санкт-Петербурга.
Дети:
- Виктор Евгеньевич Колбасьев (1888–1922, Константинополь), эмигрировал
- Наталья Евгеньевна Колбасьева (в замуж. Кобылина; 1889–1942). Окончила (в 1914) инженерно-строительный факультет Петербургских женских политехнических курсов и стала одной из первых в России женщин-инженеров. Репрессирована[15][16].
- Александр Евгеньевич Колбасьев (1890/1-1976). Морской летчик, служил на Черноморскомфлоте. После революции — в армии у П.Врангеля. В эмиграции. Жил в Константинополе, Марселе, в Париже. Похоронен на кладбище Сент-Женевьев-де-Буа.
- Вера Евгеньевна Колбасьева (1896–1980), врач-психиатр. В 1-м браке была замужем за Сергеем Евгеньевичем Кобылиным (родным братом мужа сестры Натальи), летчиком, который был расстрелян в 1922 году. Сын — Алексей Сергеевич Игнатович (Кобылин; 1916–1998, взял фамилию отчима). 2-й брак — Игорь Михайлович Рейснер, брат Ларисы Рейснер. 3-й брак — с двоюродным братом Евгением Адамовичем Колбасьевым. 4-й брак — Дмитрий Николаевич Игнатович (1904—1945, погиб на фронте). Сын — Анатолий Дмитриевич Игнатович (1928–1991).
- Евгений Евгеньевич Колбасьев (1897–1971 (1979?). Его сын — Борис Евгеньевич Колбасьев погиб на фронте в 1942 году.
- Михаил Евгеньевич Колбасьев (1899–1918, погиб в результате несчастного случая)

## Изобретения
| Изобретение                                   | год       |
| --------------------------------------------- | --------- |
| Система телефонной связи с водолазом          | 1889—1890 |
| Способ подводного освещения                   | 1890      |
| Конструкция корабельного телефонного аппарата | 1891—1894 |
| Конструкция плавающей мины                    | 1890-е    |